# Tori Spelling
Tori Spelling, all'anagrafe Victoria Davey Spelling (Los Angeles, 16 maggio 1973), è un'attrice statunitense, nota per aver interpretato il ruolo di Donna Martin nella serie tv Beverly Hills 90210.

## Biografia

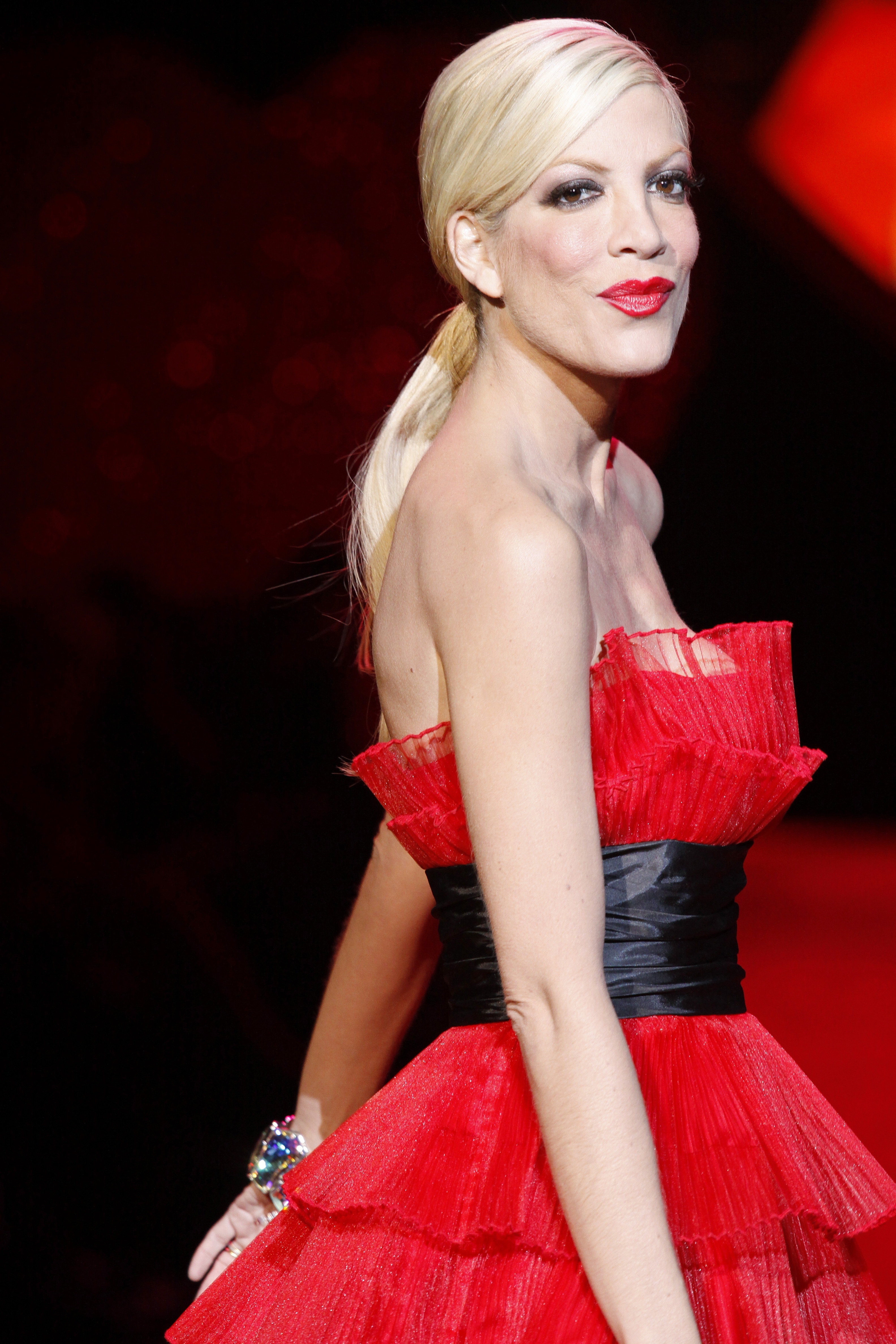
Tori Spelling nel 2009.

Figlia del produttore Aaron Spelling e della autrice teatrale e filantropa Candy Marer, fin da piccola appare in alcune serie tv prodotte dal padre come Love Boat, T.J. Hooker, Hotel, Bayside School e Fantasilandia. Nel 1990 ottiene il ruolo di Donna Martin, nella fortunata serie tv Beverly Hills 90210, co-prodotta dal padre assieme a Darren Star. Parallelamente all'esperienza in Beverly Hills 90210, recita in alcuni film indipendenti come Trick e La casa del sì; inoltre, appare anche in Scream 2 e Scary Movie 2.
Nel 2006 è protagonista del reality show/sit-com, intitolato So Notorious, nel quale autoironizza sulla sua immagine pubblica. Nel 2007 e nel 2009 è guest star in due episodi della Serie TV Smallville. Tori ha prodotto la sitcom So Notorius e diretto un episodio di Beverly Hills 90210.

## Vita privata
Il 3 luglio 2004 sposa l'attore Charlie Shanian. I due si separano nel 2005, per poi divorziare definitivamente il 20 aprile 2006.
Il 7 maggio 2006 Tori sposa l'attore Dean McDermott, con una cerimonia privata a Wakaya Island, nelle Isole Figi. La coppia ha cinque figli: Liam Aaron ("Aaron" in memoria del padre di Tori, Aaron Spelling) nato il 13 marzo 2007, Stella Doreen ("Doreen" in memoria della madre di Dean), nata il 9 giugno 2008, Hattie Margaret (nata il 10 ottobre 2011), Finn Davey (nato il 30 agosto 2012) e Beau Dean (nato il 2 marzo 2017). McDermott ha anche un figlio, Jack (1998), nato dal precedente matrimonio.

## Filmografia

### Attrice

#### Cinema
- In campeggio a Beverly Hills (Troop Beverly Hills), regia di Jeff Kanew (1989)
- Calls for Cthulhu, regia di Brand Gamblin (1996) - corto
- La casa del sì (The House of Yes), regia di Mark Waters (1997)
- Scream 2, regia di Wes Craven (1997)
- Trick, regia di Jim Fall (1999)
- Perpetrators of the Crime, regia di John Hamilton (2000)
- Scary Movie 2, regia di Keenen Ivory Wayans (2001)
- Sol Goode, regia di Danny Comden (2001)
- Naked Movie, regia di Sam Henry Kass (2002)
- Evil Alien Conqueros, regia di Chris Matheson (2003)
- 50 Ways to Leave Your Lover, regia di Jordan Hawley (2004)
- Cthulhu, regia di Dan Gildark (2007)
- Kiss the Bride, regia di C. Jay Cox (2008)

#### Televisione
- Vega$ - serie TV, episodio 3x19 (1981)
- Matt Houston - serie TV, episodio 1x20 (1983)
- Shooting Stars, regia di Richard Lang - film TV (1983)
- Fantasilandia - serie TV, episodi 6x16-7x04 (1983)
- Love Boat - serie TV, episodi 6x16-7x27 (1983-1984)
- Hotel - serie TV, episodi 1x11-3x09-4x18 (1983-1987)
- T.J. Hooker - serie TV, episodio 4x10 (1984)
- Glitter - serie TV, episodio 1x11 (1985)
- The Three Kings, regia di Mel Damski - film TV (1987)
- Monsters - serie TV, episodio 1x18 (1989)
- Bayside School - serie TV, episodi 2x05-2x18-3x07 (1990-1991)
- Beverly Hills 90210 (Beverly Hills, 90210) - serie TV, 292 episodi (1990-2000)
- Blossom - Le avventure di una teenager (Blossom) - serie TV, episodio 2x09 (1991)
- Melrose Place - serie TV, episodi 1x01-1x02 (1992)
- Parker Lewis - serie TV, episodio 2x22 (1992)
- La legge di Burke (Burke's Law) - serie TV, episodio 1x05 (1994)
- La mia rivale (A Friend to Die For), regia di William A. Graham - film TV (1994)
- Un tragico risveglio (Awake to Danger), regia di Michael Tuchner - film TV (1995)
- Movente sconosciuto (Deadly Pursuits), regia di Félix Enríquez Alcalá - film TV (1996)
- Ragazza squillo (Co-ed Call Girl), regia di Michael Ray Rhodes - film TV (1996)
- I ragazzi di Malibu (Malibu Shores) - serie TV, episodio 1x07 (1996)
- Un amore soffocante (Mother, May I Sleep with Danger?), regia di Jorge Montesi - film TV (1996)
- Alibi (The Alibi), regia di Andy Wolk - film TV (1997)
- Way Downtown - episodio pilota scartato (2002)
- So Downtown - episodio pilota scartato (2003)
- A Carol Christmas, regia di Matthew Irmas - film TV (2003)
- The Help - serie TV, 7 episodi (2004)
- Perfetti... ma non troppo (Less Than Perfect) - serie TV, episodio 2x22 (2004)
- Marito in prestito (The Family Plan), regia di David S. Cass Sr. - film TV (2005)
- Hush, regia di Harvey Kahn - film TV (2005)
- Mind Over Murder, regia di Christopher Leitch - film TV (2006)
- So Notorious - serie TV, 10 episodi (2006)
- The House Sitter, regia di Christopher Leitch - film TV (2007)
- Smallville - serie TV, episodi 6x10-8x15 (2007-2009)
- Mother Goose Parade, regia di Jillian Hanson-Cox - film TV (2008)
- 90210 - serie TV, episodi 1x19-1x20 (2009)
- Cantando sotto il vischio (The Mistle-Tones), regia di Paul Hoen - film TV (2012)
- Mystery Girls - serie TV, 10 episodi (2014)
- Nel letto del nemico - film TV (2016)
- RuPaul's Drag Race – reality show, episodio 9x07 (2017)
- L'ultimo Sharknado - Era ora! - film TV (2018)
- BH90210 - serie TV, (2019)

#### Doppiaggio
- Biker Mice da Marte (Biker Mice from Mars) - serie TV, 1 episodio (1994)
- American Dad! - serie TV, episodio 1x03 (2005)
- I Griffin - La storia segreta di Stewie Griffin (Family Guy Presents Stewie Griffin: The Untold Story), regia di Pete Michels e Peter Shin (2005)
- Rick & Steve: The Happiest Gay Couple in All the World - serie TV, episodio 2x07 (2009)
- Jake e i pirati dell'Isola che non c'è (Jake and the Never Land Pirates) - serie TV, 6 episodi (2011-2014)
- My Little Pony - L'amicizia è magica (My Little Pony: Friendship Is Magic) - serie TV, 1 episodio (2012)

### Regista
- Beverly Hills 90210 - serie TV, episodio 10x19 (2000)

### Produttrice
- So Notorious - serie TV, 10 episodi (2006)
- Tori & Dean: Inn Love - reality show, 48 episodi (2007-2012)
- Tori & Dean: Storibook Weddings - reality show (2011)
- Mystery Girls - serie TV, 10 episodi (2014)

### Conduttrice
- Craft Wars - reality show (2012)

## Riconoscimenti
- Razzie Awards
  - 1997 – Candidatura al peggior esordiente per La casa del sì e Scream 2

## Doppiatrici italiane
Nelle versioni in italiano dei suoi film, Tori Spelling è stata doppiata da:
- Alessandra Korompay in Scary Movie 2, Beverly Hills 90210, La mia rivale, Movente sconosciuto, Alibi, Marito in prestito, So NoTORIous, The House Sitter, 90210, Nel letto del nemico
- Ilaria Stagni in La casa del sì, Cantando sotto il vischio
- Francesca Fiorentini in Un tragico risveglio, Smallville (6x10)
- Elda Olivieri in Trick
- Claudia Catani in Smallville (8x15)
- Claudia Razzi in Craft Wars